# Douglas A2D Skyshark
Douglas A2D Skyshark là một loại máy bay cường kích trang bị động cơ turboprop, do hãng Douglas Aircraft Company chế tạo cho Hải quân Hoa Kỳ.

## Xem thêm

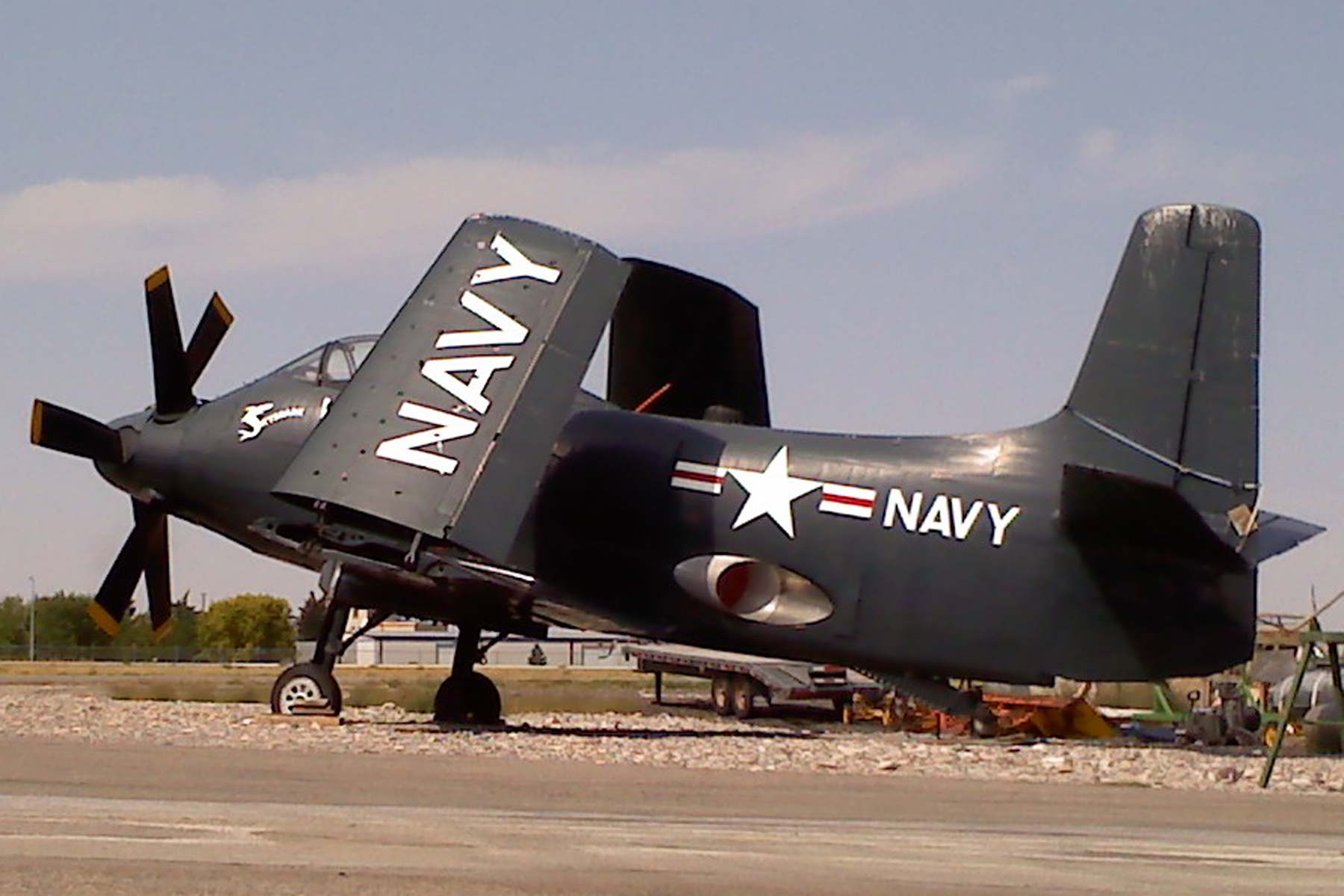
A2D Skyshark trưng bày tại Sân bay Vùng Idaho Falls.

## Tính năng kỹ chiến thuật (XA2D-1)

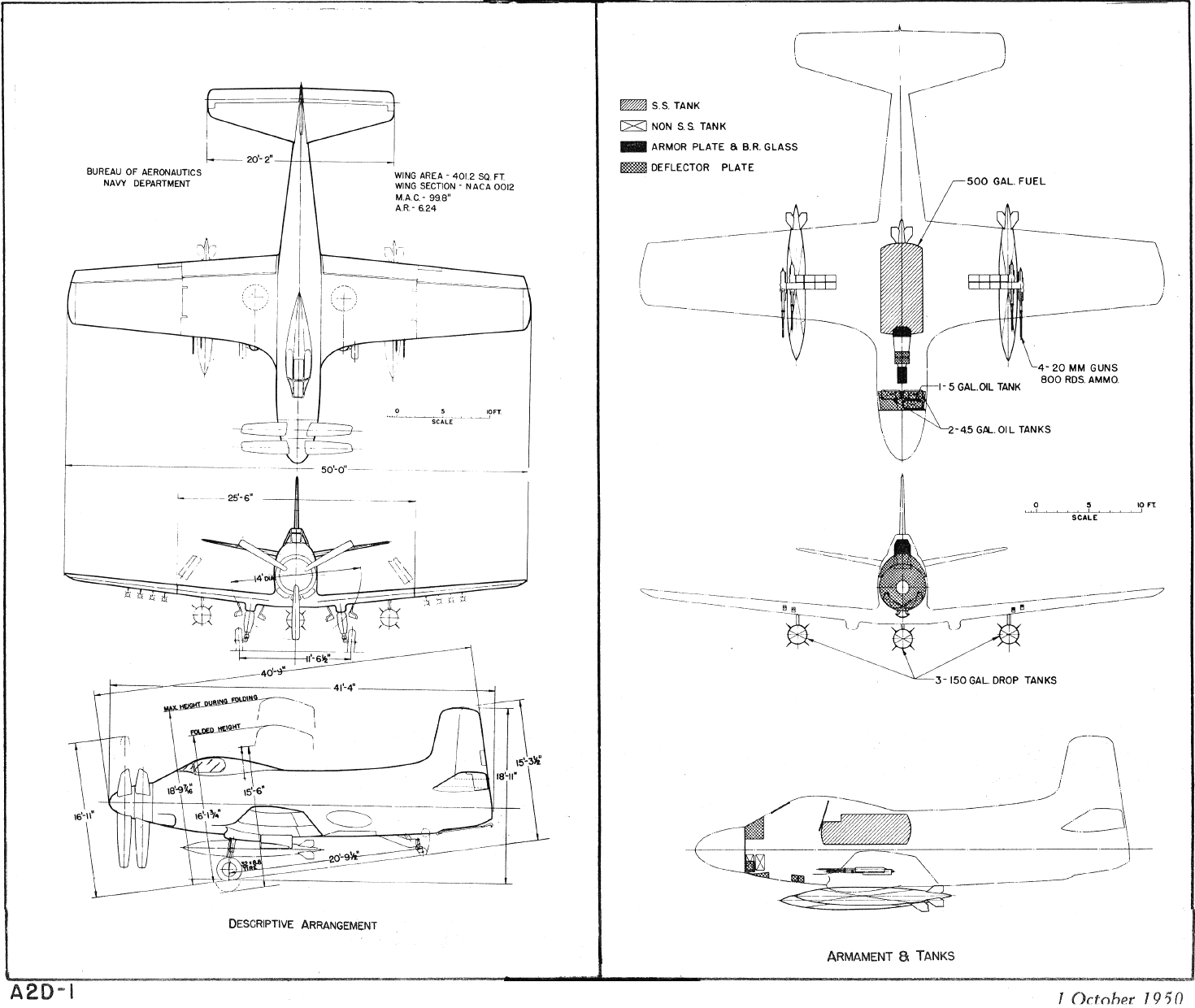
A2D-1.

Dữ liệu lấy từ Encyclopedia of American Aircraft
Đặc điểm tổng quát
- Kíp lái: 1
- Chiều dài: 41 ft 3 in (12,58 m)
- Sải cánh: 50 ft 0 in (15,24 m)
- Chiều cao: 17 ft 1 in (3,68 m)
- Diện tích cánh: 400 ft² (37 m²)
- Trọng lượng rỗng: 12.900 lb (5.864 kg)
- Trọng lượng có tải: 18.700 lb (8.500 kg)
- Trọng lượng cất cánh tối đa: 22.960 lb (10.436 kg)
- Động cơ: 1 × Allison XT40-A-2 kiểu turboprop, 5.100 shp (3.800 kW)

 Hiệu suất bay 
- Vận tốc cực đại: 435 kn (501 mph, 813 km/h)
- Tầm bay: 1.900 nmi (2.200 mi, 3.520 km)
- Trần bay: 48.100 ft (14.664 m)
- Vận tốc lên cao: 7.290 ft/phút (37 m/s)
- Tải trên cánh: 47 lb/ft² (230 kg/m²)
- Công suất/trọng lượng: 0,27 hp/lb (440 W/kg)

Trang bị vũ khí

- Súng: 4 × pháo T31 20 mm (0.79 in)
- Khác: 5.500 lb (2.500 kg) vũ khí